# オー・ティー・ビー
株式会社オー・ティー・ビーは、東京都江戸川区に本社を置く日本のバス事業者。高速バス『オリオンバス』の運行で知られる。
親会社の旅行代理店オリオンツアーが主催するツアーバスの乗合化を目的に、エイチ・アイ・エスグループのバス会社として設立。その後2013年7月に高速乗合バス事業に参入した。なお、エイチ・アイ・エスグループのバス会社としては当社のほかに九州産業交通ホールディングス傘下の各社がある。

## 営業所
- 本社営業所 ‐ 東京都江戸川区一之江8-4-5-4階
- 東京車庫 ‐ 東京都江戸川区一之江1-14-2
- 千葉営業所 ‐ 千葉県千葉市稲毛区長沼町37-1 2-2号室
- 千葉車庫 ‐ 千葉県千葉市稲毛区長沼原町206-3
- 関西車庫 ‐ 兵庫県神戸市西区枝吉4-189
- 青森車庫 ‐ 青森県上北郡七戸町森ノ上13-2
- 岩手車庫 ‐  岩手県滝沢市篠木黒畑143-1
- 福岡営業所-福岡県福岡市南区曰佐５丁目１４−１８

## 高速バス「オリオンバス」
かつては親会社オリオンツアー主催のツアーバス（企画旅行形態）として運行していた。そのルーツは、2001年5月より催行開始した「関西バス」まで遡る。
その後ツアーバスが関連する重大事故が頻繁する等全体の安全性が問題になったこともあり、2013年7月31日の新高速乗合バス制度施行を以って高速ツアーバス「オリオンバス」の運行を終了し、オリオンツアーが予約業務を取扱いオー・ティー・ビー及び運行委託を受けた事業者が運行する高速乗合バス「O.T.B.ライナー」に移行。2014年12月1日より名称をツアーバス時代の「オリオンバス」に戻す。現在運行中の路線は以下の通りである。
- 東京駅（鍛冶橋） - 盛岡駅西口・弘前駅城東口・青森駅
  - 八洲交通との共同運行。
- 東京駅（鍛冶橋） - 盛岡駅西口・本八戸駅北口・三沢駅西口・北里大学・七戸十和田駅
- TDL・東京駅（鍛冶橋） - 水沢駅東口・北上駅東口・盛岡駅西口
- 東京駅（鍛冶橋） - 横手駅・大曲駅・秋田駅（期間限定）
- TDL・東京駅（鍛冶橋） - 仙台駅東口・山形駅西口
- バスタ新宿 - 仙台駅東口・山形駅西口【昼行】（期間限定）
- TDS・東京駅（鍛冶橋） - 富山駅北口・高岡駅南口・金沢駅金沢港口（西口）
- TDL・東京駅（鍛冶橋）・バスタ新宿 - 金沢駅金沢港口（西口）・福井駅東口
- 東京駅（鍛冶橋） ← 愛野駅南口（期間限定）
- 東京駅（鍛冶橋） → 愛野駅南口【昼行】（期間限定）
- TDS・東京駅（鍛冶橋） - 名古屋南（ささしまライブ）・岐阜駅北口
- TDL・東京駅（鍛冶橋）・YCAT - 名古屋南（ささしまライブ）・伊勢市駅
- 東京駅（鍛冶橋） - 名古屋南（ささしまライブ）【昼行】
- バスタ新宿 → 名古屋南（ささしまライブ）【昼行】
- 東京駅（鍛冶橋） → 名古屋南（ささしまライブ）・岐阜駅北口【昼行】
- バスタ新宿 ← 名古屋南（ささしまライブ）・岐阜駅北口【昼行】
- 東京駅（鍛冶橋） - 京都駅八条口・OCAT・神戸三宮
- 東京駅（鍛冶橋）・YCAT - 草津駅西口・OCAT・USJ・神戸三宮
- バスタ新宿 ← 京都駅八条口・梅田・OCAT
- バスタ新宿・YCAT - 京都駅八条口・梅田・USJ・神戸三宮
- バスタ新宿・YCAT → 京都駅八条口・梅田・USJ・神戸三宮
- バスタ新宿・YCAT ← 草津駅西口・京都駅八条口・梅田・USJ・神戸三宮
- TDL・東京駅（鍛冶橋）・京都駅八条口・梅田・USJ・神戸三宮
- TDL・東京駅（鍛冶橋）・サンシャインシティ → 草津駅西口・OCAT・梅田
- TDL・バスタ新宿 - 梅田
- 船橋駅南口・東京駅（鍛冶橋）・YCAT - 京都駅八条口・梅田・和歌山駅西口
- 東京駅（鍛冶橋）・バスタ新宿 - 岡山駅西口・高知駅
- 東京駅（鍛冶橋） - 岡山駅西口・広島駅南口
- 東京駅（鍛冶橋）・バスタ新宿 - 岡山駅西口・広島駅南口
- 東京駅（鍛冶橋） → 米子駅・松江駅北口・出雲市駅南口・出雲大社
- 東京駅（鍛冶橋） ← 米子駅・松江駅北口・出雲市駅南口
- 東京駅（鍛冶橋） - 小倉駅新幹線口・HEARTSバスステーション博多
- 京都駅八条口・大阪駅桜橋口・OCAT - 小倉駅新幹線口・HEARTSバスステーション博多
- 大阪駅桜橋口・OCAT・USJ・神戸市役所前 - 小倉駅新幹線口・HEARTSバスステーション博多

自社便のほか、運行委託を行う事業者として、総合企画コーポレーションなどが見られる。
ツアーバス時代は全国各地の事業者に運行委託を行っており、委託先として杉崎観光バス、浦和中央交通などの事業者が知られた。

### 九州地方における事情
ツアーバス時代の流れから、高速乗合バスへ移行した当初から九州地方を発着する路線は長らく天領バスの路線として運行されてきた。
しかし2020年に入ってからオー・ティー・ビーが福岡営業所を開設、これに伴い九州発着路線も当初は一部（隔日）自社運行となり、新型コロナウイルスの感染拡大の影響による一時運休とともに、天領バスがオリオンバスの運行から撤退した事により、運休明け以降は毎日自社運行となった。一方、オリオンバスの運行から撤退した天領バスも独自ブランドの「天領ライナー」を立ち上げ、オリオンバス時代の車両と路線を踏襲する形で高速乗合バス事業を継続している。

## 車両

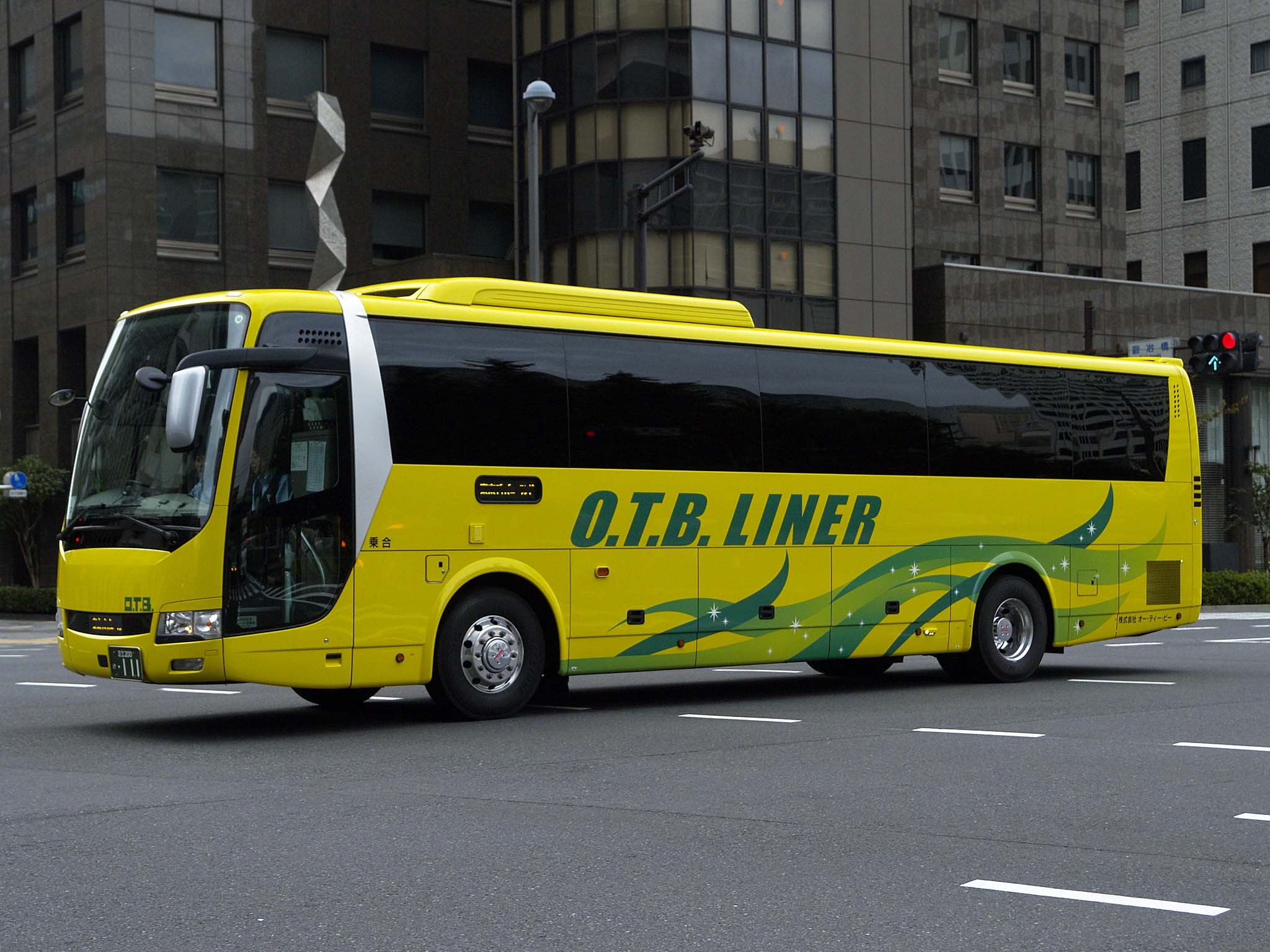
「O.T.B.ライナー」時代の塗色（三菱ふそう・エアロエース）

自社発注車両は会社設立に伴い導入された三菱ふそう・エアロエースを所有しており、『コンフォート』と称するグレードでシートピッチ拡大4列シート、コンセント付き、トイレなし仕様となっている。また、2014年にはいすゞ・ガーラや日野・セレガも自社発注で導入した。一般貸切専用車として中型車両やマイクロバス車両も保有する。